# Герб Дновского района
Герб муниципального образования «Дно́вский райо́н» Псковской области Российской Федерации.
Герб утверждён решением 12 сессии Собрания депутатов Дновского района (с изменениями от 12.04.2005 г. 22 сессии Собрания депутатов Дновского района) от 28 сентября 2000 года.
Герб внесён в Государственный геральдический регистр Российской Федерации под регистрационным номером 691.

## Описание герба
«В зелёном поле поверх узкого серебряно-чёрного составного андреевского креста пояс в виде золотой стены без зубцов с тремя арками, из которых средняя лазоревая (синяя, голубая) больше, и башней со шпилем».
Герб Дновского района может воспроизводиться в двух равнодопустимых версиях:
 — без вольной части;
 — с вольной частью — четырёхугольником, примыкающим изнутри к верхнему и правому краю герба Дновского района с воспроизведёнными в нем фигурами герба Псковской области. Версия герба с вольной частью применяется после соответствующего законодательного закрепления порядка включения в гербы муниципальных образований Псковской области вольной части с изображением герба Псковской области.

## Обоснование символики
Основой герба, его фундаментом стало географическое расположение города Дно расположен на пересечении железнодорожных магистралей: Бологое — Псков и Санкт-Петербург — Витебск. Вокзал — главная достопримечательность, уникальный памятник архитектуры, нашёл своё отображение в гербе города.
Зелёный цвет герба символизирует сельскохозяйственные угодья района и природу, окружающую город, богатую полями, лесами, лугами. зелёный цвет также символ плодородия, изобилия, жизни, возрождения и здоровья.
Чёрный цвет в геральдике символизирует благоразумие, скромность, честность и вечность бытия.
Серебро в геральдике — символ простоты, совершенства, благородства, мира, взаимосотрудничества.
Золото в геральдике символ высшей ценности, величия, прочности, силы, великодушия.
Лазоревый цвет (синий, голубой) в геральдике — символ чести, славы, преданности, истины, красоты, добродетели.

## История герба

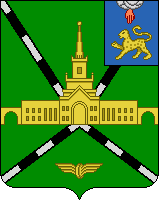
Герб города Дно (1996 год)

30 сентября 1996 года был утверждён герб города Дно. Герб имел следующее описание: в зелёном щите черно-серебряные узкие левая и правая укороченные перевязи, сходящиеся в вершине черно-серебряного же узкого пониженного стропила, символизирующие железнодорожный узел, обременённые золотым зданием железнодорожного вокзала со шпилем, сопровождаемым внизу золотым же крылатым колесом. В вольной части щита слева герб Псковской области.
Городской герб послужил основой для официально утверждённого герба Дновского района.
Герб района разработан при содействии Союза геральдистов России.
Авторы герба: идея герба — Евгений Сильвестров (Дно); геральдическая доработка — Константин Мочёнов (Химки); компьютерный дизайн — Сергей Исаев (Москва), Галина Русанова (Москва).